# ألفية 11 ق.م

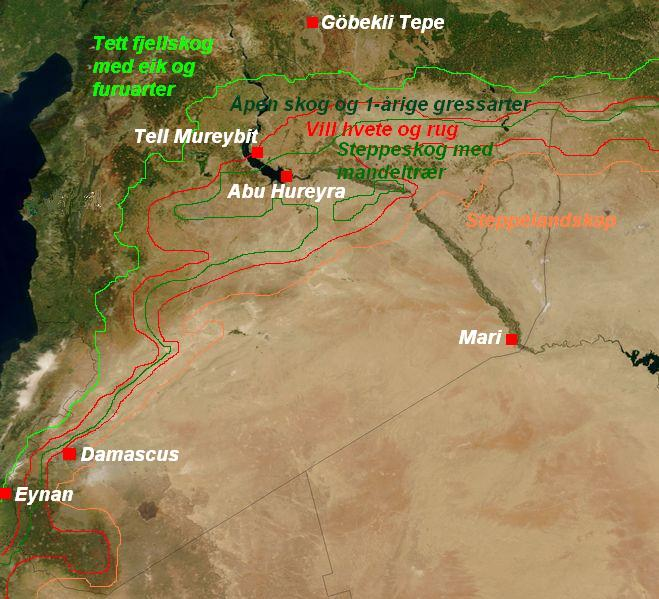
خشب الهلال الخصيب 11.000 قبل الميلاد (بالنرويجية)

هذا جدول زمني لعصور ما قبل التاريخ البشري يضم الوقت من أول ظهور ل'هومو العاقل' 'في أفريقيا منذ 200. 000 سنة إلى اختراع الكتابة وبداية التاريخ قبل حوالي 5.500 سنة. ويغطي الوقت من العصر الحجري القديم الأوسط (العصر الحجري القديم) إلى البدايات الأولى من العصر البرونزي. الانقسامات المستخدمة هي تلك ترسيم الأوروبي العصر الحجري. ومع ذلك فإن العديد من المناطق حول العالم خضعت لمراحل مختلفة من التنمية العصر الحجري في أوقات مختلفة. جميع التواريخ تقريبية وتستند إلى الأبحاث في مجالات علم الإنسان، علم الآثار، علم الوراثة، الجيولوجيا، واللغويات. وجميعها تخضع للمراجعة بناء على الاكتشافات أو التحليلات الجديدة.